# (7343) Ockeghem
(7343) Ockeghem est un astéroïde de la ceinture principale.

## Description
(7343) Ockeghem est un astéroïde de la ceinture principale. Il fut découvert le 4 avril 1992 à La Silla par Eric Walter Elst. Il présente une orbite caractérisée par un demi-grand axe de 2,19 UA, une excentricité de 0,14 et une inclinaison de 4,0° par rapport à l'écliptique.
Cet astéroïde a été nommé en hommage au compositeur franco-flamand Johannes Ockeghem.

## Compléments